# Шапюи, Жан Жозеф
Жан Жозеф Шапюи (фр. Jean-Joseph Chapuis, 1765—1864) — брюссельский краснодеревщик эпохи ампира, работавший, в числе прочего, над интерьерами Лакенского дворца.

## Биография
Жан Жозеф Шапюи родился и умер в Брюсселе в 1765 году и 1864 году соответственно. Учился в Париже, где и получил диплом магистра, позволяющий использовать собственное клеймо. Учился ремеслу в мастерской знаменитой семьи Жакоб, работавшей по заказам французского королевского двора.
Около 1795 года Шапюи открыл в родном городе мастерскую, просуществовавшую до 1830 года, и на все предметы мебели собственного производства ставил клеймо в одном или нескольких местах. Когда в Париже появились первые труды по истории французского мебельного искусства XVIII века, владельцем клейма сочли его тезку Клода Шапюи, простого купца, сведений о котором не сохранилось, хотя он и лишил известности настоящего автора.
Именно эта ошибка объясняет, почему Жан Жозеф Шапюи был забыт и собрания государственных музеев, как в Бельгии, так и за границей (за исключением музея Дома Мясников (Vleeshuis) в Антверпене), включают лишь несколько разрозненных предметов мебели его работы, не позволяющих по достоинству оценить все многообразие его творений.
В музее брюссельского округа Сен-Жосс-тен-Ноде представлено несколько предметов мебели, помеченных клеймом Шапюи, из коллекции страстного любителя стиля ампир Жозефа Адольфа ван Кутсема, пополнившейся двумя примечательными экспонатами в 1865 году во время посмертной распродажи имущества Шапюи, но даже эта коллекция не отражает все грани таланта мастера-краснодеревщика.

## Творения

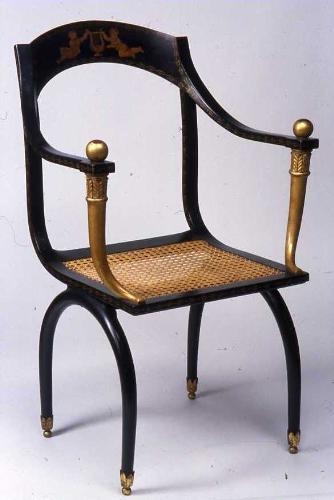
Стул работы Шапюи

Что касается Королевского музея искусства и истории, в его собрании также долгое время был представлен только один предмет мебели с фирменным клеймом — стул для гардеробной комнаты, входивший в состав имущества, переданного бельгийскому государству в 1915 году по завещанию Изабеллы и Элен Готшальк (Isabelle, Hélène Godtschalck).
Музей получил тогда великолепные коллекции фарфора из города Турне, металлических ювелирных изделий, часов и математических инструментов, а также несколько предметов мебели, не представляющих особого интереса, и указанный выше стул работы Шапюи. В XVIII веке их называли стульями для уборной, и это название сохранилось до наших времен. Изготовлением таких предметов мебели обычно занимаются столярные мастерские, а не краснодеревщики.
Однако, когда в 1805 году Шапюи принял участие в проведении экспертизы мебели дворца Лакен, он использовал другой термин, «стул для гардеробной комнаты», и именно этот термин был внесен в 1815 году в перечень посмертного имущества императрицы Жозефины в Мальмезоне. В обоих случаях речь идет о резиденциях коронованных особ, где обязательно предусматривается наличие гардеробной комнаты, прилегающей к спальне, в которой можно было поставить дорогую мебель. Приведенное ниже описание подтверждает, что предмет мебели, полученный по завещанию Изабеллы и Элен Готшальк, относится именно к категории «стульев для гардеробной комнаты».
Стул отделан шпоном красного дерева, он состоит из двух частей разной глубины, установленных друг на друга, с двумя ручками по бокам для переноски. Верхняя часть меньшей глубины выполнена в виде шкафчика со «шторкой» из вертикальных планок из красного дерева вместо дверцы: планки наклеены на серое полотно, и шторка сдвигается горизонтально вправо, сворачиваясь в рулон. Передняя панель нижней части выдвигается вперед с помощью большого позолоченного медного кольца, закрепленного в пасти льва. Неподвижную раму нижней части украшают две бронзовые женские головы с патиной, установленные на высоких подставках.
Заметим, что в нижней части поставок отсутствует изображение голых ступней и это характерно также и для кроватей и ночных столиков, выпущенных мастерской Шапюи в этот период. Справа и слева от деревянной шторки стул украшен изящными инкрустациями красного и лимонного дерева, изображающими лук с ослабленной тетивой и пересекающую его стрелу. Согласно традиционной практике этого периода творчества Шапюи, он выполнил на верхней панели и на крышке сиденья небольшую инкрустацию темного дерева с тонкой медной сеткой вокруг.
Силуэт мебели и манера декорирования, будь то подставки с головами, получившие широкое распространение, или инкрустации с медной сеткой и другие элементы, являющиеся отличительной чертой Шапюи, позволяют установить время изготовления: период консульства или начала империи (1799—1810 годы). Учитывая тщательность исполнения, этот предмет мебели следует отнести к разряду «стульев для гардеробной комнаты».
Расцвет мастерской Жана Жозефа Шапюи, в течение которого у него работало «до двадцати рабочих и более» согласно тексту королевского патента, приходится на период вхождения бельгийских земель в состав Французской империи. И на рынке чаще встречаются предметы мебели именно этого периода. Три новых экспоната музея также относятся к эпохе наполеоновского ампира.